# TVA
TVA — словацкий кабельный телеканал, начавший вещание с 5 мая 2003 года. Владельцем лицензии на вещание является ООО Panonia Media Production. Сетку вещания составляют «телемагазины».

## Описание
Это первый в Словакии телеканал, на котором транслируются как профессиональные, так и любительские репортажи в передачах. Телеканал построен по схеме тематических рекламных каналов США, Канады и Австралии: «телемагазины» являются визитной карточкой телеканала TVA. Вещание ведётся круглосуточно по схеме из трёхчасовых блоков, которые запускаются восемь раз в день и 56 раз в неделю. В сетку входят девять тематических блоков: видеозапись по теме любого из них длится от 3 до 10 минут вместе с учётом рекламных роликов. Владельцем является ООО Panonia Media Production, образованное 19 сентября 2000.